# Ero canala
Ero canala är en spindelart som beskrevs av Wang 1990. Ero canala ingår i släktet Ero och familjen kaparspindlar. Inga underarter finns listade i Catalogue of Life.